# Polovînnîkî, Starokosteantîniv
Polovînnîkî (în ucraineană Половинники) este un sat în comuna Ohiivți din raionul Starokosteantîniv, regiunea Hmelnîțkîi, Ucraina.

## Demografie
Componența lingvistică a localității Polovînnîkî
     Ucraineană (99,53%)
     Alte limbi (0,47%)
Conform recensământului din 2001, majoritatea populației localității Polovînnîkî era vorbitoare de ucraineană (99,53%), existând în minoritate și vorbitori de alte limbi.